# Thommie Bergman
Thommie Lars Rudolf Bergman, född 10 december 1947 i Munkfors, är en svensk ishockeyspelare (back) som började sin bana i moderklubben IFK Munkfors i början av 1960-talet.
Han gick sedan vidare till högsta serien (då vid namn Division 1) och KB Karlskoga, numera Bofors IK. Han lämnade KB Karlskoga för spel i Södertälje SK säsongen 1969/1970, där blev det två säsonger innan han gick till Västra Frölunda som han representerade en säsong.
Säsongen 1972/1973 debuterade Thommie Bergman som en av de första svenskarna i NHL. Där spelade han först tre säsonger i Detroit Red Wings innan han gick till piratligan WHA och det klassiska svensklaget Winnipeg Jets.
Efter ett par succéfyllda år återvände han till NHL och till samma klubb som tidigare, Detroit Red Wings.
Där spelade han kvar tills våren 1980 då han bestämde sig för att återvända till Sverige.
Thommie Bergman spelade sin enda säsong i Elitserien säsongen 1980/1981 i Västra Frölunda IF innan han återvände till Södertälje SK året efter, då i Division 1. Sin sista säsong spelade han 1982/1983 då han var med och förde Södertälje SK tillbaka till Elitserien. Därefter satsade han på en tränarkarriär, bland annat i HV71, Skellefteå AIK och Mörrums GoIS IK 1989–1991.
Thommie Bergman medverkade i två VM-turneringar 1971 samt 1972 och i Canada Cup 1976. Numera jobbar han som NHL-scout.
Han är gift med Åsa Erward Bergman och bor i Stockholm.

## Klubbar
- IFK Munkfors
- KB Karlskoga
- Södertälje SK
- Västra Frölunda IF
- Detroit Red Wings
- Winnipeg Jets
- Virginia Wings
- Adirondack Wings